# タチアナ (虎)

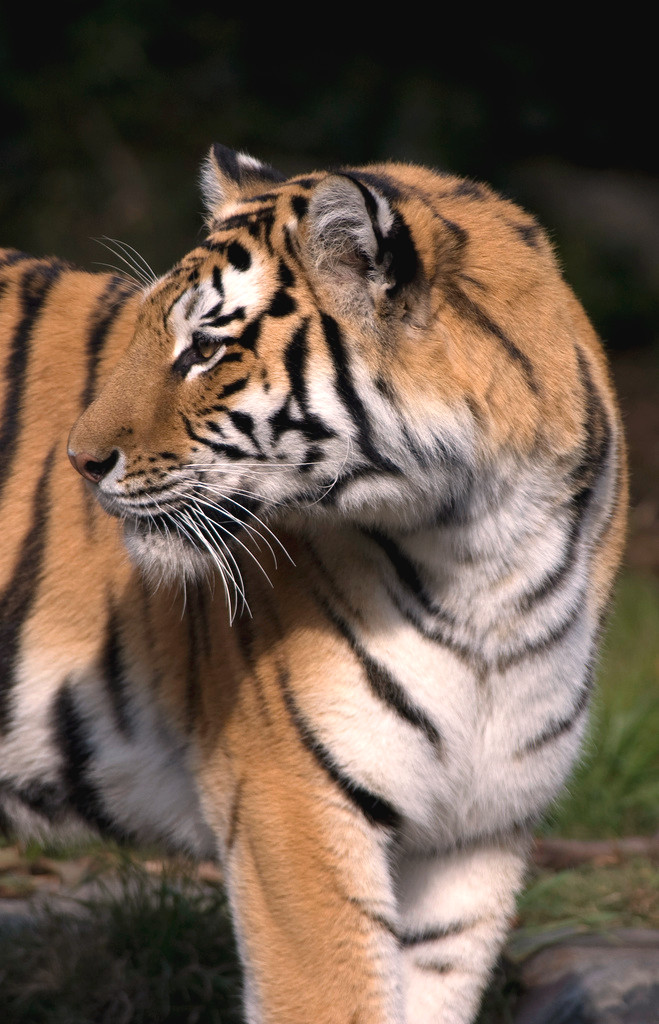
タチアナ（2007年12月）

タチアナ（Tatiana、2003年6月27日 - 2007年12月25日）は、アメリカ合衆国カリフォルニア州のサンフランシスコ動物園で飼育されていたメスのシベリアトラである。
その生涯において2回人間を襲い、2回目の事件では1名死亡、2名負傷という惨事を引き起こしている。2回目の事件後、警察官の発砲によって射殺された。

## 経緯

### 出生
2003年6月27日に、コロラド州のデンバー動物園で誕生。シベリアトラは絶滅危惧種であり、世界各国の動物園で保護と繁殖に取り組んでいる。そのため2005年12月16日にサンフランシスコ動物園に移送され、同園で飼育されている当時14歳のオス「トニー」と繁殖の可能性を探ることになった。

### 第1の事件
2006年12月22日、ベテランの飼育係であるロリー・コメヤンは、トラの飼育場で公開の餌やりに従事していた。この時タチアナは檻の隙間からコメヤンの右腕に噛みつき、深い裂傷を負わせた。この事件についてカリフォルニア州労働安全衛生局（en:California Occupational Safety and Health Administration）は、安全上の不注意および従事者のトレーニング不足によって起こったものとして、サンフランシスコ動物園に18,000ドルの罰金を科した。
なお、第1の事件を起こすまでタチアナが人に危害を加えたことはなかったという。サンフランシスコ動物園ではタチアナを殺処分しないことを決め、当時の園長マヌエル・モリネドも「このトラは通常のトラと同様に振る舞っていた」との見解を述べた。コメヤンは数回の手術と皮膚移植を受けたが、右腕に深い傷跡と障害が残ることになった。
コメヤンはトラの飼育場が危険な状態で放置されていたままだったために受傷したと主張し、2008年12月12日にサンフランシスコ市当局と動物園側を相手取って裁判を起こした。なお、トラの飼育場は2007年9月に改築されて再開していた。この裁判は和解が成立したが、その内容は非公表とされている。コメヤン側の弁護士であるマイケル・マンデルは「円満に解決した」と述べたが、サンフランシスコ市当局はコメントを発表しなかった。和解金はサンフランシスコ市当局ではなく保険会社から支払われたが、その金額は明らかにされていない。

### 第2の事件
2007年12月25日、閉園間近の17時頃、タチアナは飼育場から脱走して来園者に襲いかかった。襲撃を受けたのは3人の若い男性で、そのうちカルロス・ソーサ（Carlos Eduardo Sousa Jr、当時17歳）が死亡し、ソーサの友人であるクルビル・ダルワリ（Kulbir Dhaliwal、当時23歳）とポール・ダルワリ（Amritpal "Paul" Dhaliwal、当時19歳）の兄弟が負傷した。
負傷した兄弟は、トラの飼育場から約300ヤード（270 m）離れたところにある動物園のカフェまで逃げて救助を要請した。ポールは閉店直後で施錠されていたカフェの外から大声で助けを求めたが、カフェの扉は開かなかった。カフェの責任者は園側の警備責任者に電話し、園側は17時7分に警察に通報。ただし、カフェの責任者はこの通報が精神状態が不安定な者によってなされたという疑念を表明したために、警察の出動が遅れた。また、警察と救助隊員が動物園に到着した時、トラの園内からの逃走を防ぐために警備を強化していた動物園側の体制によって、警察と救助隊員が園内に入るのが妨げられていた。トラの飼育場では当時4頭が飼育されていたが、脱走したのはタチアナのみであった。
ソーサは救助隊員の到着前に、トラの飼育場近くで動物園の従業員によって発見された。当初の通報から13分後、警察と救助隊員はソーサのいる場所まで辿り着いた。ソーサは喉に深い傷を負っており、後の検死結果によると頭、首、胸部、頭蓋骨及び脊椎の骨折と頸静脈が切断されていた。警官4名と動物園の射撃部隊がタチアナを発見したが、そのそばにクルビルがいたためすぐに射殺することはできなかった。混乱の後、タチアナは警官たちの方に向き直ったため彼らは発砲、タチアナは絶命した。
タチアナの頭部と足、尾はサンフランシスコ警察の法医学調査のために切断され、胃の内容物も検査された。その結果、タチアナは前頭部への銃撃で死亡し、胃の内容物から人体組織は発見されなかったことが判明した。
生き残ったダリワル兄弟は、頭、首、腕などに咬傷とひっかき傷を負った。2人ともけがの程度は軽く、12月29日に病院から退院した。
この事件は、サンフランシスコ動物園の開園以来、初の動物による来園者の死亡という結果になった。同園は2008年1月3日まで閉園したが、2007年12月31日に園内のホールで予定されていた結婚披露宴のみ、日程通りに挙行されている。開園後もトラとライオンの公開はしばらくの間中止されていた。

### 初期の報道
ダリワル兄弟は事件発生後警察に敵対的な態度を取り、2日間黙秘して自分たちやソーサの身元を明かさず、事件の詳細について公に話すことはなかった。事件発生の翌日にサンフランシスコ警察当局は、タチアナの脱走に人間の関与があったかどうか捜査を行っていることを明らかにした。記者会見で警察当局は、サンフランシスコ動物園を「犯行現場」として扱っていると説明して、何者かがトラを檻から出した可能性について示唆した。動物園の広報担当者は警察が捜査中であり、タチアナがなぜ外に出たかについてのコメントはできないと述べた。
事件直後、サンフランシスコ動物園の責任者は「タチアナは多分怒ったのであろう」と発言し、タチアナを動揺させた上に何らかの手段で脱走させたと示唆し、トラが1回のみの跳躍で脱走できる可能性はないため、ある種の「助力」があったことを推測した。2008年1月3日付のサンフランシスコ・クロニクル紙は、来園者の女性が事件当日、閉園時間間近に少年数人がトラをからかっているのを見たと警察当局に証言した。後に女性はその少年たちの中に被害者のソーサがいたと特定したが、ソーサ自身はトラをからかっていなかったと述べた。
警察の記録によると、負傷した兄弟の車からウォッカの瓶を発見したことと、タチアナに投げつけられたと推定される松ぼっくりと棒切れを発見したことを報じた。3人とも大麻を吸引していて、動物園まで飲酒の上で車を運転していた。ソーサの血中アルコール濃度は0.02に達していて、ダリワル兄弟も事件当時酔っていたことが示唆されていた。クルビルの所持する車からは少量のマリファナが発見された。
警察は飼育舎の囲いに靴跡を発見したことを発表し、被害者の靴跡と一致するかの法医学的分析を行った。2008年1月15日には、警察への通報記録とその録音が公表された。

### 動物園側の問題
1996年にサンフランシスコ動物園に来園した女性が、トラが跳躍して飼育場の壁の上まで前脚が届いたものの滑り落ちていたことを報告していた。女性は、動物園の従業員がこのことについて定期的に発生しているものとして退けた上に、動物園側への投書についても返事がなかったと証言した。
当初動物園側ではトラの飼育場と客を隔てる壁の高さを18フィート（約5 m49 cm）と発表していたが、実際にはこの壁の高さは12.5フィート（3 m81 cm）しかなかったことを後に認めた。動物園・水族館協会（AZA）の基準では、壁には16.5フィート（約5 m3 cm）の高さが求められていた。タチアナの前脚を調べたところ爪からコンクリート片が検出され、飼育場を囲む堀から跳躍して塀を登ったことが推定された。
AZAは飼育場の欠陥以外にも、動物園側の職員に対する安全教育と管理に問題があったことを指摘した。事件発生日はクリスマス休暇の直前で職員の多くが早めに退勤し、居残った職員は非常事態対応用のショットガンや園内を移動するための車の鍵の場所を知らされていなかった。動物園のカフェなどに勤務する非常勤職員への緊急事態に対応する安全教育もなされていなかった。
動物園側はトラの飼育場を改装し、壁を高くした上で熱線センサーなどを設置して2008年2月16日にトラを再公開した。さらにポータブル拡声器を設置し、17時の閉園時には速やかに退園するように呼びかけることとし、AZAの指摘した問題点の多くについて改善した。ただし、多くの問題点を抱えながらもAZAの定期検査を合格していた点について、検査の基準にも問題が内包されていたことが示唆された。

### 訴訟
被害者のダリワル兄弟は、2008年1月1日にマーク・ゲラゴスという弁護士を雇用してサンフランシスコ市と動物園を訴えることにした。2008年3月27日に、兄弟はサンフランシスコ市と動物園を相手取り、損害賠償を求める訴訟を起こした。訴訟の内容は、動物園の安全管理が不十分だったことと、被害者側がタチアナをけしかけたという事実ではない発表をして名誉毀損をしたというものだった。ゲラゴスは事件当時の目撃者の証言にもかかわらず被害者側がタチアナにいたずらした事実を否定した。2009年5月、兄弟に90万ドルを支払うことで訴訟は終結した。
死亡したソーサの両親も、サンフランシスコ市と動物園を告訴した。両親はサンフランシスコ市に損害賠償を申し立てていたが、市が責任を否定したため法廷で争うことになった。市は事件の責任はサンフランシスコ動物園と動物園の保険会社にあるとしたことに対し、弁護士は動物園の安全を確保しなかったのは市の責任と主張した。この訴訟は2009年に和解したが、その条件は非公開となっている。

### その後
タチアナの死後1年に当たる2008年12月25日、サンフランシスコの彫刻家ジョン・エングダールはタチアナの記念像を公開した。記念像はコンクリート、タイルとワイヤー製で、ほぼ実物大の大きさであった。エングダールは取材に対して「篤志事業でした」と述べた上で、像の設置がサンフランシスコ市の許可を得ていないことを認め、「サンフランシスコ市が像の撤去を求めるのなら従います。しかし、誰も気にかけるとは思いません」と言った。
タチアナを射殺したサンフランシスコ警察の警官4名は、2009年2月4日に表彰を受けた。なお、被害者の1人ポールは2012年7月に24歳で死去したが、それに関する声明などは遺族から公表されていない。